# Aderus subfasciatus
Aderus subfasciatus es una especie de coleóptero de la familia Aderidae. Fue descrita científicamente por John Lawrence LeConte en 1875.

## Distribución geográfica
Habita en el este de América del Norte.